# Nyílt lista

Nyílt listás rendszerek világszerte
Országok, amelyek nyílt listás választási rendszert használnak
Országok, amelyekben legtöbb párt nyílt listát használ
Tagállamonként változó

A nyílt lista egyes választási rendszerek (leggyakrabban a pártlistás arányos képviselet keretében alkalmazott) olyan eleme, amellyel a választók legalább némi befolyást gyakorolnak egy párt jelöltjeinek megválasztási sorrendjére. Ez ellentétben áll a zárt listával, amely csak az jelölőszervezetek számára teszi lehetővé a jelöltek sorrendjének meghatározását, és a választó közvetlenül egyáltalán nem befolyásolhatja a pártlistán szereplő jelöltek pozícióját. Ezenkívül a nyílt listás rendszer lehetővé teszi a választók számára, hogy pártokon belül vagy pártok helyett személyeket válasszanak ki a mandátumok betöltésére. Különböző rendszerek eltérő mértékű befolyást biztosítanak a választóknak. A választói választást általában preferenciaszavazatnak (angolul: preference vote, németül: Vorzugsstimme) nevezik (nem összekeverendő a preferenciális szavazási rendszerekkel vagy a preferenciális szavazólapokkal); a választók általában egy vagy több preferenciaszavazatot kapnak a nyílt listás jelöltekre.

## Változatok

### Minimálisan nyitott rendszer
A „viszonylag zárt”, minimálisan nyílt listás rendszer az, ahol a jelöltnek magának kell megszereznie a szavazatok teljes kvótáját, hogy biztos legyen a mandátum elnyerésében. (Ez a kvóta nagy vonalakban a leadott szavazatok teljes száma osztva a betöltendő helyek számával. Általában a szükséges pontos szám a Hare kvóta, de a Droop kvóta is használható.)
A párt által megszerzett összes mandátumszám mínusz a kvótát elért jelöltek száma adja a betöltetlen mandátumok számát. Ezeket azután sorra osztják ki a párt még meg nem választott jelöltjei között, akik az eredeti listán a legmagasabb helyezést értek el.

#### Norvégia
A parlamenti választásokon a választópolgárok 50%-ának kell egy jelöltre szavaznia ahhoz, hogy a pártlista sorrendje megváltozzon, vagyis a gyakorlatban szinte lehetetlen, hogy a választók az eredményt módosítsák, de facto zárt listáról van szó. rendszer. A megyei választásokon 8 százalékos a küszöb.

### Mérsékelten nyitott rendszer
A „nyitottabb” listás rendszerben a választási kvótát a fenti összegből lehetne csökkenteni. Ekkor (elméletileg) lehetséges, hogy egy párt jelöltjei közül többen érik el ezt a kvótát, mint ahány mandátumot a párt összesen megszerzett. Ezért előre tisztázni kell, hogy ebben az esetben a listás vagy az abszolút szavazatok élveznek-e elsőbbséget. Az egyénekre vonatkozó kvótát általában vagy a pártlistás kvóta százalékában, vagy a párt által kapott összes szavazat százalékában határozzák meg.
Példa: A kvóta 1000 szavazat, a nyitott listás küszöb a kvóta 25%-a, azaz 250 mandátum. Így egy 5000 szavazatot kapott párt öt mandátumot szerez, amelyeket listás jelöltjei a következők szerint ítélnek oda:
| Jelölt pozíció a listán | Előnyben részesített szavazatok | a kvóta 25%-a | Megválasztott |
| ----------------------- | ------------------------------- | ------------- | ------------- |
| #1                      | 3500                            | x (első)      | x             |
| #2                      | 50                              |               | x             |
| #3                      | 150                             |               | x             |
| #4                      | 250                             | x (harmadik)  | x             |
| #5                      | 100                             |               |               |
| #6                      | 100                             |               |               |
| #7                      | 450                             | x (második)   | x             |
| #8                      | 50                              |               |               |
| . . .                   | . . .                           |               |               |

Az 1-es, 7-es és 4-es jelöltek mindegyike elérte a kvóta 25%-át (250 vagy több szavazat). Ők szerzik meg az első hármat a párt által megszerzett öt mandátumból. A másik két helyet a 2. és 3., a pártok listáján a fennmaradó két legmagasabb pozíció foglalja el. Ez azt jelenti, hogy az 5-ös helyet nem választják meg, pedig az ötödik a listán, és több preferencia szavazattal rendelkezik, mint a 2-es.
A gyakorlatban ilyen szigorú küszöb mellett csak nagyon kevés jelöltnek sikerül megelőznie a listáját, mivel a szükséges szavazatszám óriási. Ahol alacsonyabb a küszöb (pl. a cseh parlamenti választásokon a teljes pártszavazat 5%-a a szükséges minimum), ott sokkal gyakoribbak az eredeti listás sorrendet megszegő eredmények.
A pártok általában lehetővé teszik a jelöltek számára, hogy elsőbbségi szavazatot kérjenek, de anélkül, hogy negatív kampányt folytatnának a listán szereplő többi jelölt ellen.

#### Ausztria
Az Nemzeti Tanács (alsóház) tagjait nyílt listás arányos képviselettel választják kilenc többmandátumos választókerületben az államok alapján (7-36 mandátummal) és 39 al-választókerületben. A szavazók szövetségi, állami (tartományi) és választókerületi szinten egy-egy preferenciaszavazatot adhatnak le az adott párton belül preferált jelöltekre. A jelöltek listán való feljebb jutásának küszöbe a jelölt párteredményének 7%-a szövetségi szinten, 10%-a állami  és 14%-a választókerületi szinten. Az választókerületi szintű jelöltek a szavazólapon szerepelnek, míg a szavazóknak be kell írniuk az általuk preferált jelöltet állami és szövetségi szinten.

#### Horvátország
Horvátországban a választópolgár egyetlen jelöltre adhatja le preferenciavoksát a listán, de csak azok a jelöltek élveznek elsőbbséget a listán szereplő többi jelölttel szemben, akik a párt szavazatainak legalább 10%-át megszerezték.

#### Csehország
A cseh parlamenti választásokon a választók személyi preferenciaszavazatot kapnak. Csak azok a jelöltek élveznek elsőbbséget a listával szemben, akik regionális szinten az preferenciaszavazatok legalább 5%-át elérték. Az európai parlamenti választásokon az eljárás megegyezik, de minden választó csak 2 preferenciaszavazatot kap.

#### Indonézia
Indonéziában automatikusan megválasztják azt a jelöltet, aki megszerezte a kvóta legalább 30%-át.

#### Hollandia
Hollandiában a választó bármely listán szereplő jelöltre leadhatja szavazatát (például a képviselőházi választásokon); az erre a jelöltre adott szavazást "preferencia szavazatnak" (hollandul voorkeurstem) nevezik. Ha egy jelölt a kvóta legalább 25%-ával rendelkezik, akkor elsőbbséget élvez a párt többi jelöltjével szemben, akik a pártlistán előrébb állnak, de kevesebb szavazatot kaptak. A legtöbben a listavezető jelöltre szavaznak, ami azt jelzi, hogy nem preferálják az egyéni jelölteket, hanem általában a pártot támogatják. Néha azonban az emberek ki akarják fejezni támogatásukat egy adott személy iránt. Sok nő például a lista első nőjére szavaz. Ha egy jelölt elegendő preferenciaszavazatot gyűjt össze, akkor parlamenti mandátumhoz jut, még akkor is, ha a listán elfoglalt helye mandátum nélkül maradna. A 2003-as választásokon Hilbrand Nawijnt, az egykori migrációs és integrációs minisztert a Pim Fortuyn-listára választották be a parlamentbe, még akkor is, ha ő volt a lista utolsó jelöltje .

#### Szlovákia
Szlovákiában minden választó a párton kívül egy-négy jelöltet is kiválaszthat a rendezett pártlistáról. A párt szavazóinak több mint 3%-a által kiválasztott jelölteket először (az összes szavazat számának sorrendjében) választják meg, és csak ezután veszik figyelembe a párt sorrendjét. Az európai választásokon a választók két jelöltet választanak ki, és a jelölteknek az összes szavazat több mint 10%-ával kell rendelkezniük ahhoz, hogy felülírják a pártlistát. A 2009-es európai parlamenti választáson Szlovákia tizenhárom európai parlamenti képviselője közül hármat kizárólag az elsőbbségi szavazatok alapján választottak meg (a pártlistás pozíciók túl alacsonyak voltak ahhoz, hogy egyébként nyertek volna), és csak egyet (Katarína Neveďalová, a SMER képviselője) választottak meg kizárólag a parlamenti pozíciója alapján. a párt listája (kevesebb preferenciaszavazattal rendelkezik, mint sok más jelölt, akik maguk ennek ellenére pártjuk szavazóinak kevesebb mint 10 százalékát preferálták).

#### Svédország
Svédországban a „legnyitottabb” listát használják, de egy személynek a párt szavazatainak 5%-át kell megszereznie ahhoz, hogy a személyes szavazás felülbírálja a pártlistán való sorrendet. Egyének közötti preferencia kifejezése nélkül is lehet szavazni, bár a pártok arra kérik választóikat, hogy támogassák a párt főjelöltjét, hogy megóvják őket attól, hogy a párt által lejjebb helyezett ember verje meg őket.

### Teljesen nyitott rendszer

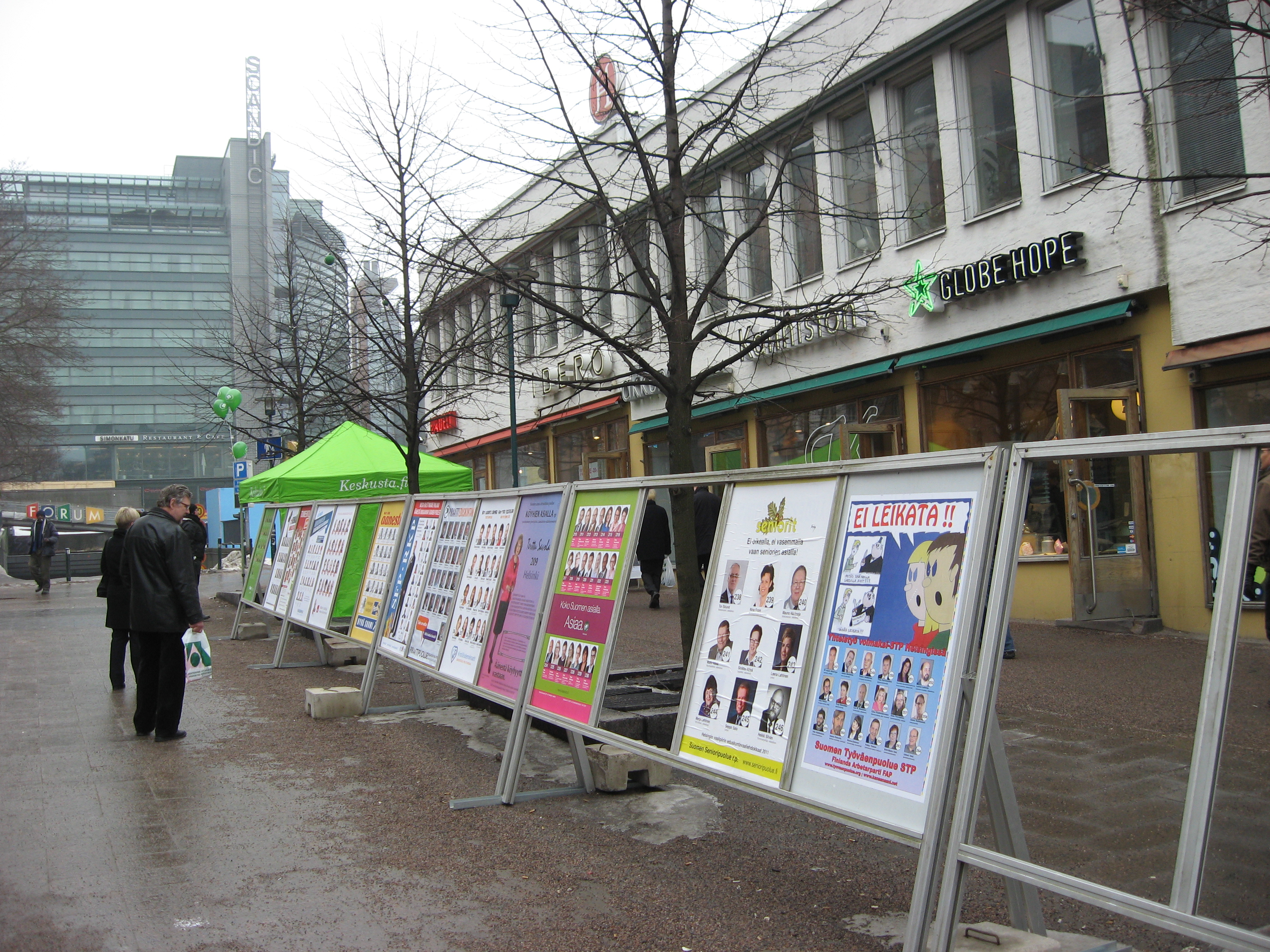
A finn parlamenti választás nyílt listás módszert alkalmaz. Itt Helsinki központjában egy hivatalos plakátállvány mutatja a jelölteket és a hozzájuk rendelt szavazólapszámokat pártonként.

A „legnyitottabb” listás rendszer az, ahol az egyes jelöltek által megszerzett abszolút szavazatok száma teljes mértékben meghatározza a „választási sorrendet” (a lista rangsorolása csak esetleg „végdöntőként” szolgál).
Egy ilyen rendszer alkalmazásakor azt lehetne elérni, hogy minden párton belül egy további virtuális, át nem ruházható szavazat (egyszeri vagy többszörös, a választópolgárok számára elérhető preferenciaszavazatok száma alapján) kerüljön sor.
Ezt a rendszert minden finn, lett és brazil többmandátumos választáson alkalmazzák. 2001 óta a „legnyitottabb” típusú listákat a 242 tagú japán felsőház 96 arányos mandátumának betöltésére is használták (a többi 146-ot többségi, SNTV/FPTP rendszeren keresztül választják meg).
Különböző országokban eltérő módszereket alkalmaznak a jelöltek közötti kapcsolatok megszakítására. Például Finnországban a döntetlent érmefeldobással lehet megoldani, míg Brazíliában a legidősebb jelölt nyeri a döntetlent.

### Szabad lista vagypanachage
A „szabad lista”, amelyet általában panachage-nek hívnak, elvileg hasonló a legnyitottabb listához, de ahelyett, hogy egyetlen jelöltre csak egy szavazat lenne egy listán, egy választónak (általában) annyi szavazata van, ahány mandátuma van. ki kell tölteni, és ezeket szétoszthatja a különböző listákon szereplő jelöltek között. A szavazók több szavazatot is adhatnak egy jelöltre, az összesített szavazáshoz hasonló módon, és törölhetik (németül: Streichen vagy Reihen, franciául: latoisage) néhány jelölt neve. Ezáltal a választó nagyobb mértékben tudja ellenőrizni, hogy melyik jelöltet választják meg.
Használják Liechtensteinben, Luxemburgban és Svájcban minden szinten a választásokon, Ecuadorban, El Salvadorban és Hondurasban a kongresszusi választásokon , valamint a német államok többségében a helyi választásokon, az 1000 fő alatti francia településeken, és a cseh önkormányzati választáson.

## Szavazás formátuma
A nyílt listás rendszer működtetésének néhány módja a hagyományos papíralapú szavazás használata esetén a következő:
- Az egyik (Belgium és Hollandia rendszerében ismert) módszer az, hogy egy nagy szavazólapon van egy táblázatban hely minden pártnak és a különböző jelöltjeik számára.
- Egy másik módszer (Norvégia, Szlovákia és Spanyolország is ezt használja) az, hogy minden párthoz külön szavazólap van. A választói titok megtartása érdekében minden párt szavazólapját odaadják át a választónak. A választó kiválasztja a jelölteket (vagy szavazhat csak a párt egészére) az egyik szavazólapon, például úgy, hogy a jelöltszámok köré karikázik (ezért Csehországban és Szlovákiában körözésnek nevezik a preferenciális szavazatok leadását). Ezután a választott a párt szavazólapját egy borítékba helyezi, és a borítékot az urnába dobja.
- Brazíliában minden jelölthöz hozzárendelnek egy számot (amelyben az első 2 számjegy a párt száma, a többi pedig a jelölt párton belüli száma). A szavazógépen van egy telefonszerű panel, ahol a választópolgár megnyomja a választott jelölt számának gombjait. Finnországban minden jelölthöz háromjegyű szám tartozik.

## Nyílt listás arányos képviselettel rendelkező országok
Ezen állapotok némelyike a nyílt listán kívül más rendszereket is használhat. Például egy nyílt lista dönthet csak a felsőházi parlamenti választásokról, míg egy másik választási rendszert használnak az alsóházi választásokhoz.

### Afrika
- Kongói Demokratikus Köztársaság

### Amerika
- Brazília
- Chile
- Columbia
- Ecuador
- El Salvador
- Hondurasz
- Panama
- Peru
- Suriname

### Ázsia és Óceánia
- Fidzsi
- Indonézia
- Japán
- Jordánia
- Libanon
- Sri Lanka

### Európa
- Albánia
- Ausztria
- Belgium
- Bosznia és Hercegovina
- Horvátország
- Ciprus
- Csehország
- Dánia
- Észtország
- Finnország
- Németország
  - Bajorország
  - Bréma
  - Hamburg
  - helyi önkormányzati választások
- Görögország
- Olaszország
- Lettország
- Liechtenstein
- Litvánia
- Luxembourg
- Hollandia
- Norvégia
- Lengyelország
- San Marino
- Szlovákia
- Szlovénia
- Svédország
- Ukrajna

### Részben elismert államok
- Sablon:Country data Kosovo
- Sablon:Country data Northern Cyprus

## Fordítás
Ez a szócikk részben vagy egészben  az   Open list című angol Wikipédia-szócikk ezen változatának fordításán alapul.  Az eredeti cikk szerkesztőit annak laptörténete sorolja fel. Ez a jelzés csupán a megfogalmazás eredetét és a szerzői jogokat jelzi, nem szolgál a cikkben szereplő információk forrásmegjelöléseként.